# Општина Скорцени (Бакау)
Скорцени (рум. Scorţeni) општина је у Румунији у округу Бакау.
Oпштина се налази на надморској висини од 386 m.